# 생력재배
생력재배(省力栽培)는 노동력의 부족으로 인한 농가의 어려움을 극복하기 위해 연구된 재배방법이다. 이 방법은 노동력을 덜 들일 수 있는 이점을 가지고 있다. 대표적으로 제초제의 사용과 같은 작업단계의 간략화, 첨단 농기계의 사용을 들 수 있다.

## 예시
- 2008년 10월 2일 평창 진부GAP(우수농산물관리제도) 당귀작목반은 진부면 송정리에 있는 당귀밭에서 당귀 생력재배 기술 연시회를 개최하였다.[2] 해당 관계자는 생력재배를 통해 기존 일손의 70∼80% 줄일 수 있는 장점이 있다고 언급하였다.

- 당진군농업기술센터는 시설채소 농작업 환경 개선사업을 추진하였다.[3] 관계자는 시설하우스 자동화 시스템을 통해 작업능률이 50%정도 향상되었다고 언급하였다.